# 沃尔哈拉 (北达科他州)
沃尔哈拉（英語：Walhalla），是美国北达科他州下属的一座城市。根据2010年美国人口普查，该市有人口996人。2011年估计该市有人口986人，相对于2010年，增长率为?1.00%。